# Покровский, Павел Алексеевич
Па́вел Алексе́евич Покро́вский (23 июля 1853 — 22 сентября 1917) — член IV Государственной думы от Орловской губернии, священник.

## Биография
Православный. Из семьи священника.
Окончил Орловскую духовную семинарию со званием студента (1875). По окончании семинарии три года был учителем земских школ в Малоархангельском уезде.
В 1878 году был рукоположен в священники села Знаменского Малоархангельского уезда, в 1899 — перемещен священником Ливенского собора. Кроме того, состоял наблюдателем церковно-приходских школ (1894—1896), благочинным 2-го Малоархангельского округа (1897—1899) и 2-го Ливенского округа (1899—1903), благочинным церквей города Ливен (с 1907). Избирался депутатом Орловского епархиального и Ливенского окружного съездов православного духовенства, и председателем Ливенского уездного отдела Орловского епархиального училищного совета (1910—1912).
В 1912 году был избран в члены Государственной думы от Орловской губернии 2-м съездом городских избирателей. Входил во фракцию русских националистов и умеренно-правых (ФНУП), после её раскола в августе 1915 — в группу прогрессивных националистов и Прогрессивный блок. Состоял членом комиссий: библиотечной, по народному образованию и по городским делам.
В дни Февральской революции был в Петрограде. В мае 1917 в связи с обострением хронического сердечного заболевания выехал в Ливны.
Умер 22 сентября 1917. Был женат, имел сына.